# Émile Baraize
Émile Baraize, né le 28 août 1874 au  Caire (Égypte)[réf. nécessaire] et mort le 15 avril 1952 au Caire) est un égyptologue français.

## Biographie
Émile Baraize étudie à l'école nationale des Arts et Métiers puis travaille pour la compagnie ferroviaire égyptienne.
Il succède à Alexandre Barsanti en tant que directeur des travaux du service des antiquités de l'Égypte en 1912 ; toute sa vie, il travaille à la restauration et la reconstruction d'un grand nombre de bâtiments. À Gizeh, durant onze ans entre 1925 et 1936, il est impliqué dans le désensablement et la réparation du sphinx.
Au XIXe siècle, les égyptologues étaient nombreux à penser qu'il existait plusieurs salles sous le sphinx. En 1926, à l'initiative d'Émile Baraize, on pratique des fouilles à l'intérieur même de l'édifice, puis de l'enceinte. Réalisés à la hâte et avec des moyens rudimentaires, il atteint en partie son objectif, puisqu'il découvre un tunnel auquel on accède par la croupe du sphinx, qu’il explore avant d’en condamner l’entrée, car le tunnel se terminait en cul-de-sac et ne menait nulle part.
Le fonds se compose essentiellement de tirages photographiques relatifs aux travaux de Baraize à Gizeh et à Deir el-Bahari. Il contient également des notes sur Amarna, de la correspondance avec Günther Roeder et des documents personnels.

## Titres et distinctions
Il est chevalier de la Légion d'honneur.